# Луї Леопольд Робер
Луї Леопольд Робер (фр. Louis Léopold Robert; нар. 13 травня 1794 — пом. 20 березня 1835) — швейцарський художник.

## Біографія
Він народився в Ла-Шо-де-Фон (Невшатель) у Швейцарії, але покинув рідні місця разом із гравером Жаном Жирарде у шістнадцятирічному віці до Парижа.
Він був напередодні отримання гран-прі за гравюру, коли події 1815 року зруйнували його надії, оскільки Невшатель був повернутий Пруссії, а Робер був викреслений зі списку конкурентів як іноземець. Продовжуючи навчання під керівництвом Жирарде, він постійно відвідував майстерню Жака-Луї Давіда, і тепер він вирішив стати художником і повернувся до рідної країни лише тоді, коли його господар був вигнаний. У Невшателі він привернув увагу Рулле де Мезерака, який дозволив йому, вчасно надавши позику, відправитися до Риму. Змальовуючи звичаї та побут народу, особливо Південної Італії, він виявляв своєрідне почуття до історичних особливостей їх народу.
Після багатьох окремих досліджень італійського життя Робер задумав намалювати чотири великі роботи, які мали б одночасно відображати чотири пори року в Італії та чотири провідні раси її народу. У «Поверненні зі свята Мадонни дель Арко» (Лувр) він зобразив неаполітанців і весну. Ця картина, виставлена на Салоні 1827 року, мала безсумнівний успіх і була куплена для Люксембурга Карлом X; але робота, яка з'явилася в 1831 році, «Літні женці», що прибули до Понтійського болотя (Лувр), який став власністю Луї Філіппа, закріпила репутацію художника.
Флоренція та її осінні виноградники тепер дали йому його третю тему. Він намагався її розпочати, але, не в змозі подолати свою пристрасть до принцеси Шарлотти Наполеон (яка тоді оплакувала насильницьку смерть свого чоловіка, відданого друга Роберта), він кинув свою роботу та поїхав до Венеції, де розпочав і продовжив четверту роботу серії «Рибалки Адріатики». Ця робота не була рівною «Женцям». Змучений мінливістю болючих почуттів і гірко знеохочений, Робер покінчив життя самогубством перед мольбертом 20 березня 1835 року, у десяту річницю меланхолійного самогубства брата, до якого він був дуже прив'язаний.
У романі Олександра Дюма «Граф Монте-Крісто» є кілька посилань на картини Робера, одне з яких є саме на «Женців».